# Атібе
Атібе (Атіба) Атобателе (д/н — 1859) — 35-й алаафін (володар) держави Ойо в 1837—1859 роках. На деякий час припинив розпад держави, заснував нову столицю та успішно протистояв тиску халіфату Сокото.

## Життєпис
Син алаафіна Абіодуна. Був досить малим, коли 1789 року помер батько. Згодом брав участь у боротьбі за владу. 1837 року стає новим правителем Ойо. На цей час держава перебувала в занепаді після невдалих війн з халіфатом Сокото та внаслідок постійних повстань провінцій.
Намагаючись зберегти рештки держави Атібе 1838 року вирішив перенести столицю до Аго-Ойо (Нового Ойо). За іншою версією його він заснував 1830 року, де був місцевим оба (правителем). Зумів об'єднати навколо себе південні райони колишньої імперії. Дві головних посади в державі — головнокомандуючого (ареон-канкафо) та голови державної ради (басоргуна) віддав могутнім військовим вождям — правителям міст-держав Іджає і Ібадан відповідно. Ці держави отримали статус провінцій.
Втім війна проти Сокото та емірату Ілорін була невдалою. Було втрачено місто Ігбоміна. Також Іджеша, Екіті та Акоко опинилися під загрозою, а області Огбомосо, Еде, Іво були атаковані, Огогбо було захоплено загонами емірату Ілорін.
До 1840 року війська Ібадану розгромили і відтіснили воїнів загони мусульман до Ілріна, але не змогли взяти місто. Також вдалося захистити священне місто Іфе від спроби мусульман захопити та пограбувати його. 1844 року між Іджає і Ібаданом стався конфлікт за вплив на алаафіна, відомий як війна Батедо.
Разом з тим внаслідок зусиль Великої Британії та Франції зменшуються обсяги работоргівлі, що завдало фінансового удару по Ойо.
1857 року під тиском Великої Британії мусив заборонити работоргівлю. Атібе помер у 1859 році. Йому спадкував син Аделу.